# Crocidura sokolovi
Crocidura sokolovi — дрібний ссавець, вид роду білозубка (Crocidura) родини мідицеві (Soricidae) ряду мідицеподібні (Soriciformes).

## Опис
C. sokolovi є середнім видом Crocidura з довгим хвостом, який потовщений при основі й покритий грубим волоссям. Довга, м'яка, щільна шерсть скрізь на тілі сірувато-коричневого кольору. Верхня щелепа відносно вузька. Перший різець у верхній щелепі досить малий. Довжина голови й тіла становить від 70 до 78 (в середньому 72,67) мм, довжина хвоста від 65 до 68 (66) мм, задня ступня довжиною 14 мм для всіх примірників і довжина черепа 18.8—20,36 (19,6) мм.

## Поширення
Вид знайдений на горі Нгоклінь у в'єтнамській провінції Контум. Цей вид відомий з трьох чоловічих особин, які у квітні 2004 року на 2300—2400 м над рівнем моря в лісі на західній стороні гори опинилися в пастці Олексія Абрамова. Цей вид названий на честь покійного відомого російського зоолога Володимира Соколова (1928—1998). Поряд з Crocidura zaitsevi цей вид є ендеміком для Нгоклінь.